# Magor Csibi
Magor Imre Csibi (maďarsky Csibi Magor Imre; * 13. října 1980, Miercurea Ciuc) je rumunský ekolog, liberální politik, politolog a novinář maďarské národnosti. Mezi lety 2007 až 2009 poslanec Evropského parlamentu zvolený za Národně liberální stranu (PNL) a zasedající ve frakci Aliance liberálů a demokratů pro Evropu (ALDE).

## Biografie
Narodil se v roce 1980 do maďarské rodiny ve městě Miercurea Ciuc (maďarsky Csíkszereda) v tehdejší Rumunské socialistické republice (RSR). Roku 2004 absolvoval obor politologie na Univerzitě Babeș-Bolyai (BBTE), kde byl také členem rady univerzitní studentské organizace, a tak mohl být kolegou Andreie Margy, tehdejšího rektora BBTE, filozofa a liberálního politika. V roce 2004 se stal členem vzdělávací komise Aliance spravedlnosti a pravdy (rumunsky Alianța Dreptate și Adevăr) a jako expert na politiku vzdělávání a mládeže se podílel na přípravě vládního programu. Poté pracoval jako poradce pro volební kampaň starosty města Kluž Emila Boca.  

### Politická kariéra
Od roku 2001 je členem rumunské Národní liberální strany (PNL). V témže roce se stal místopředsedou místní organizace PNL ve městě Csíkszereda a oblastním předsedou Tineretul Național Liberal (TNL), mládežnické organizace PNL, v župě Harghita. V roce 2005 se stal členem pětičlenného představenstva ISEEL (Iniciativa liberálů z jihovýchodní Evropy). Od roku 2005 byl také celostatním místopředsedou TNL odpovědným za vnější vztahy. V roce 2006 byl poradcem pro vzdělávání a záležitosti mládeže Bogdana Olteanu, liberálního předsedy dolní komory rumunského parlamentu.
V roce 2007 v rumunských volbách do Evropského parlamentu kandidoval na 6. místě kandidátní listiny Národně liberální stranu a na dva roky byl zvolen europoslancem zasedajícím ve frakci Aliance liberálů a demokratů pro Evropu. Stal se místopředsedou Výboru pro životní prostředí, veřejné zdraví a bezpečnost potravin a Delegace pro vztahy s Indií.
Ve volbách do Evropského parlamentu v roce 2009 byl na kandidátce své strany PNL na 8. místě, ale poslanecké mandáty získalo pouze prvních pět kandidátů. 
Poté odešel z politického života a pracoval jako novinář. Je také ekologickým aktivistou. Od 1. dubna 2011 je programovým ředitelem Světového fond na ochranu přírody (WWF) v Rumunsku.